# NGC 3598
NGC 3598 est une vaste galaxie lenticulaire située dans la constellation du Lion. NGC 3598 a été découverte par l'astronome allemand Albert Marth en 1865.

## Caractéristiques
Sa vitesse par rapport au fond diffus cosmologique est de 6 484 ± 34 km/s, ce qui correspond à une distance de Hubble de 95,6 ± 6,7 Mpc (∼312 millions d'al).